# Gwiezdne wrota: Wszechświat
Gwiezdne wrota: Wszechświat (Stargate Universe) – amerykański serial z gatunku science fiction, osadzony w świecie Gwiezdnych wrót. Scenariusz został opracowany przez Brada Wrighta i Roberta Coopera. Zdjęcia do serialu rozpoczęły się 18 lutego 2009 roku, zaś premiera miała miejsce 2 października 2009 roku w stacji SciFi Universal. 
W grudniu 2009 r. stacje SciFi Universal i MGM oficjalnie potwierdziły złożenie zamówienia na produkcję drugiej serii, która składała się z kolejnych 20 odcinków i była emitowana od jesieni 2010 roku. Była to ostatnia seria, co zostało ogłoszone w grudniu 2010 roku przez stację SciFi Universal.

## Fabuła
Kilka lat po wydarzeniach z seriali Stargate: SG1 oraz Stargate: Atlantis, przeszukujące galaktykę zespoły żołnierzy i naukowców, służących w programie Stargate, odkrywają planetę Ikar, na której znajdują się nietypowe Gwiezdne Wrota. W przeciwieństwie do większości, służą tylko do wybierania „adresu”, a nie, jak inne, jako zarówno punkt wyjścia jak i punkt docelowy. To, oraz fakt, że wysoce niestabilne jądro planety może wygenerować ogromne ilości energii, prowadzi do konkluzji, że planeta miała służyć Pradawnym jako baza do wysłania ekspedycji w bardzo odległy rejon kosmosu.
Projekt „Ikar” ma na celu rozwikłać tajemnicę Wrót, jednakże, w trakcie badań, baza zostaje zaatakowana przez Przymierze Lucjan. Bombardowanie prowadzi do rozpadu jądra. Uciekający przed nieuchronnym zniszczeniem planety personel: żołnierze, naukowcy i przypadkowi cywile, ewakuują się przez Wrota. Większość z nich nie wie jednak, że opętany ideą odkrycia tajemnicy, główny naukowiec projektu, Nicolas Rush, wybrał nie adres Ziemi, ale niedostępny do niedawna adres miejsca, gdzie Pradawni chcieli wysłać ekspedycję. Miejscem tym okazuje się być statek Destiny („Przeznaczenie”), wysłany przez Pradawnych w rejs setki tysięcy lat temu. Na pokładzie starego, uszkodzonego statku, miliony lat świetlnych od Ziemi, uciekinierzy muszą stawić czoła zarówno podstawowym problemom, jak brak powietrza, wody i lekarstw, jak i narastającym konfliktom między cywilami i wojskowymi...

## Twórcy i obsada serialu
- Reżyseria: Andy Mikita
- Scenariusz: Joseph Mallozzi, Brad Wright, Martin Gero, Robert C. Cooper, Carl Binder, Alan McCullough, Paul Mullie
- Muzyka: Joel Goldsmith

### Role główne

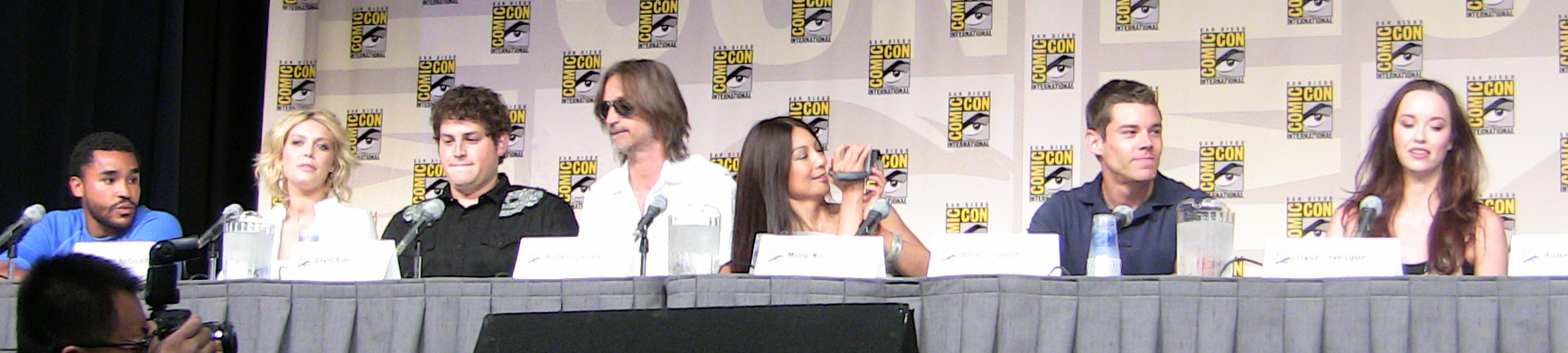
Aktorzy serialu Stargate Universe

| Aktor                | Postać                        |
| -------------------- | ----------------------------- |
| Robert Carlyle       | doktor Nicholas Rush          |
| Louis Ferreira       | pułkownik Everett Young       |
| Brian J. Smith       | porucznik Matthew Scott       |
| Elyse Levesque       | Chloe Armstrong               |
| David Blue           | Eli Wallace                   |
| Alaina Huffman       | porucznik Tamara Johansen     |
| Jamil Walker Smith   | starszy sierżant Ronald Greer |
| Ming-Na              | Camile Wray                   |
| Lou Diamond Phillips | pułkownik David Telford       |